# Vachellia amythethophylla
Espèce
Synonymes
- Acacia amythethophylla Steud. ex A. Rich.[1]
- Acacia macrothyrsa Harms[1]

Vachellia amythethophylla est une espèce de plantes à fleurs de la famille des Fabacées. C'est un arbre d'Afrique tropicale à saison sèche.

## Description
Il s'agit d'un arbre pouvant atteindre 15 m de hauteur. Sa floraison est jaune-orangé.